# Heterostemma alatum
Heterostemma alatum är en oleanderväxtart som beskrevs av Robert Wight och Arn.. Heterostemma alatum ingår i släktet Heterostemma och familjen oleanderväxter. Inga underarter finns listade i Catalogue of Life.